# Hiriberri/Villanueva de Aezkoa
Hiriberri/Villanueva de Aezkoa (baskisch Hiriberri, spanisch Villanueva de Aézcoa) ist ein Ort und eine Gemeinde im baskischsprachigen Teil der Autonomen Gemeinschaft Navarra mit 99 Einwohnern (Stand: 2024).

## Lage
Hiriberri/Villanueva de Aezkoa liegt etwa 47 Kilometer ostnordöstlich von Pamplona nahe der Grenze zwischen Frankreich und Spanien in einer Höhe von ca. 925 m.

## Sehenswürdigkeiten

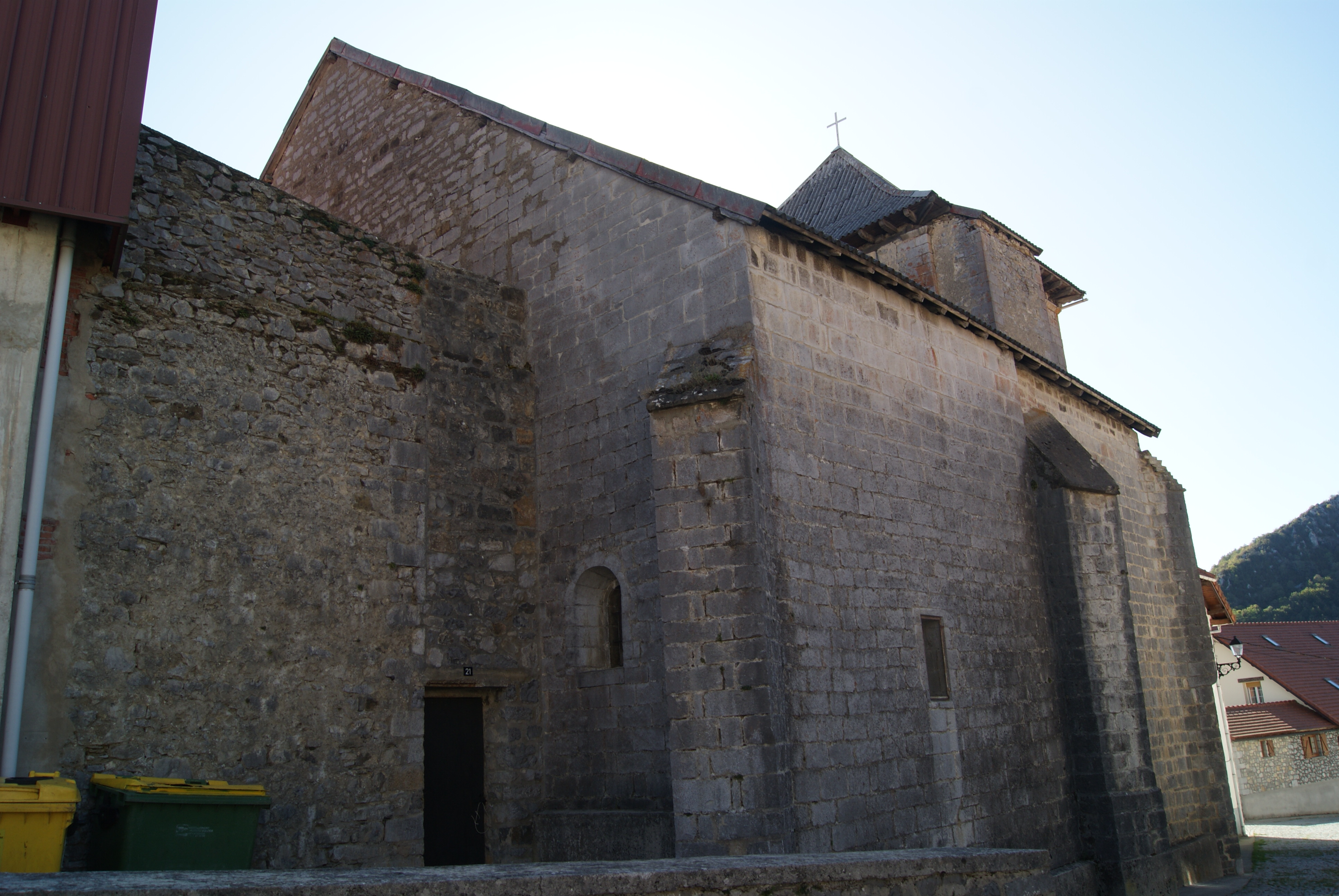
Salvatorkirche

- Salvatorkirche